# Empogona coriacea
Empogona coriacea är en måreväxtart som först beskrevs av Otto Wilhelm Sonder, och fick sitt nu gällande namn av James Tosh och Elmar Robbrecht. Empogona coriacea ingår i släktet Empogona och familjen måreväxter. Inga underarter finns listade i Catalogue of Life.